# ロンドンスモッグ
ロンドンスモッグ（Great Smog of 1952, London Smog Disasters）とは、1952年にイギリス・ロンドンで発生し、1万人以上が死亡した、史上最悪規模の大気汚染による公害事件である。現代の公害運動や環境運動に大きな影響を与えた。原因は石炭によるSOxなどであり、日本の四日市ぜんそくと内容が共通している。

## 事件の概要

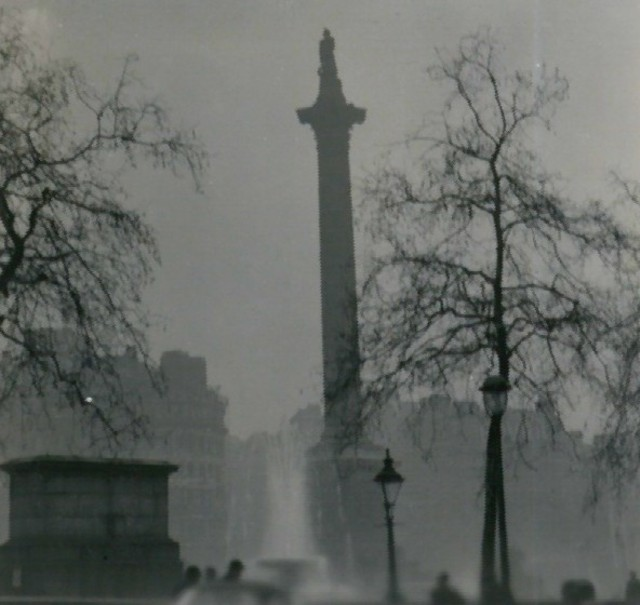
大スモッグの最中のロンドン市街地。かすむネルソン記念柱

ロンドンは冬に濃い霧が発生することで知られているが、これはロンドンに特有の冬の気象条件によるもので、19世紀以降の産業革命と石炭燃料の利用により、石炭を燃やした後の煙やすすが霧に混じって地表に滞留し、スモッグと呼ばれる現象を引き起こして呼吸器疾患など多くの健康被害を出していた。19世紀半ば頃から起こり始め1950年代までの100年間に10回ほどの大きなスモッグがあったが、その中でもっとも健康被害が大きくなったのが1952年である。
1952年12月5日から10日の間、高気圧がイギリス上空を覆い、上空は無風状態となり、冷たい霧がロンドンを覆った。あまりの寒さにロンドン市民は通常より多くの石炭を暖房に使った。同じ頃、ロンドンの地上交通を路面電車からディーゼルバスに転換する事業が完了したばかりだった。こうして暖房器具や火力発電所、ディーゼル車などから発生した亜硫酸ガス（二酸化硫黄）などの大気汚染物質は冷たい大気の層に閉じ込められ、滞留し濃縮されてpH2ともいわれる強酸性の高濃度の硫酸の霧を形成した。
5日午後、次第に空が黄色みを帯び、腐った卵のような臭いが漂い始め、翌日も視界の悪さに加えて、ゴミのような悪臭が5日間続いた。肺の痛みや焼けただれるような喉の痛み、呼吸もつらさを訴え、9日には15万人もの人々が入院したという。
亜硫酸ガスのピーク濃度は、平常時に0.1ppm程度だったものが0.7ppm、浮遊煤塵の量は平常時に0.2mg/m3だったものが1.7mg/m3を超えていた。
この濃いスモッグは、前方が見えず運転ができないほどのものだった。特にロンドン東部の工業地帯・港湾地帯では自分の足元も見えないほどの濃さだった。建物内にまでスモッグが侵入し、コンサート会場や映画館では「舞台やスクリーンが見えない」との理由で上演や上映が中止された。同様に多くの家にもスモッグは侵入していた。
人々は目が痛み、のどや鼻を痛め咳が止まらなくなった。発熱、呼吸困難、チアノーゼなどを発症する人が多発した。大スモッグの次の週までに、病院では気管支炎、気管支肺炎、心臓病などの重い患者が次々に運び込まれ、普段の冬より4,000人も多くの人が死んだことが明らかになった。その多くは老人や子供や慢性疾患の患者であった。その後の数週間でさらに8,000人が死亡し、合計死者数は12,000人を超える大惨事となった。
当時から、原因は石炭を燃やした煙によるものだとは考えられてはいた。しかし、詳しい原因が明らかになったのは、近年の中国における大気汚染の観察からであった。1952年のロンドンの大気汚染は、石炭を燃やした煙突や当時はまだ少ないながら自動車から排出された二酸化硫黄と二酸化窒素が、自然発生した霧の水滴のなかで化学反応し硫酸塩が形成され、その後、霧に含まれる水分が乾くと霧中の酸が濃縮され、人の肺を痛めたと今日考えられている。また、こうした硫酸塩は、硝酸塩や有機物などの粒子が形成するのを促進し、 さらなる有害物質を生み出すこともあるという。

## その後の対策
この衝撃的な結末は大気汚染を真剣に考え直す大きな契機になり、スモッグがすぐそこにある深刻な問題であることを全世界に知らしめた。イギリスでは多くのすすを出す燃料の使用を規制し、工場などがすすを含んだ排煙を出すことを禁じる新しい基準が打ち出され、1956年と1968年の「大気浄化法（Clean Air Act）」と、1954年の「ロンドン市法（City of London（Various Powers） Act 1954）」の制定につながった。
工場の煙突には高さを高くするよう規制が世界的にも広がった。しかし、このことは近隣の被害を軽減させたものの、ときには国境を越えて広範に酸性雨等の問題をあらたに引き起こすことも生じた。
また、燃料も石炭から天然ガスへ転換が進んだことで、大気汚染問題は徐々に改善が見られた。結果的に後の液化技術によるLNGの発展にも寄与することとなる。